# Октевиль-сюр-Мер
Октевиль-сюр-Мер (фр. Octeville-sur-Mer) — город на севере Франции, регион Нормандия, департамент Приморская Сена, округ Гавр, центр одноименного кантона. Расположен в 7 км к северу от Гавра на побережье Ла-Манша. На территории коммуны Октевиль-сюр-Мер  частично располагается аэропорт Гавра.
Население (2018) — 5 987 человек.

## Достопримечательности
- Церковь Святого Мартина XIII века
- Остатки артиллерийских укреплений периода Второй мировой войны

## Экономика
Структура занятости населения:
- сельское хозяйство — 3,1 %
- промышленность — 42,8 %
- строительство — 5,1 %
- торговля, транспорт и сфера услуг — 34,6 %
- государственные и муниципальные службы — 14,4 %

Уровень безработицы (2017) — 7,4 % (Франция в целом —  13,4 %, департамент Приморская Сена — 15,3 %). 

Среднегодовой доход на 1 человека, евро (2018) — 27 830 (Франция в целом — 21 730, департамент Приморская Сена — 21 140).

## Демография
Динамика численности населения, чел.

## Администрация
Пост мэра Октевиль-сюр-Мера с 2008 года занимает Жан-Луи Руслен (Jean-Louis Rousselin). На муниципальных выборах 2020 года возглавляемый им правый список победил в 1-м туре, получив 56,99 % голосов.
| Период | Период | Фамилия        | Партия                             | Примечания                         |
| ------ | ------ | -------------- | ---------------------------------- | ---------------------------------- |
| 1971   | 1990   | Мишель Адан    | Разные правые                      |                                    |
| 1990   | 1995   | Эвелин Адан    |                                    |                                    |
| 1995   | 2002   | Пьер Лепревос  | Объединение в поддержку Республики |                                    |
| 2002   | 2008   | Филипп Мари    | Разные правые                      | риэлтер                            |
| 2008   |        | Жан-Луи Руслен | Разные правые                      | менеджер, член Совета департамента |

## Города-побратимы
- Фурчи-Сикуло, Италия

## Галерея

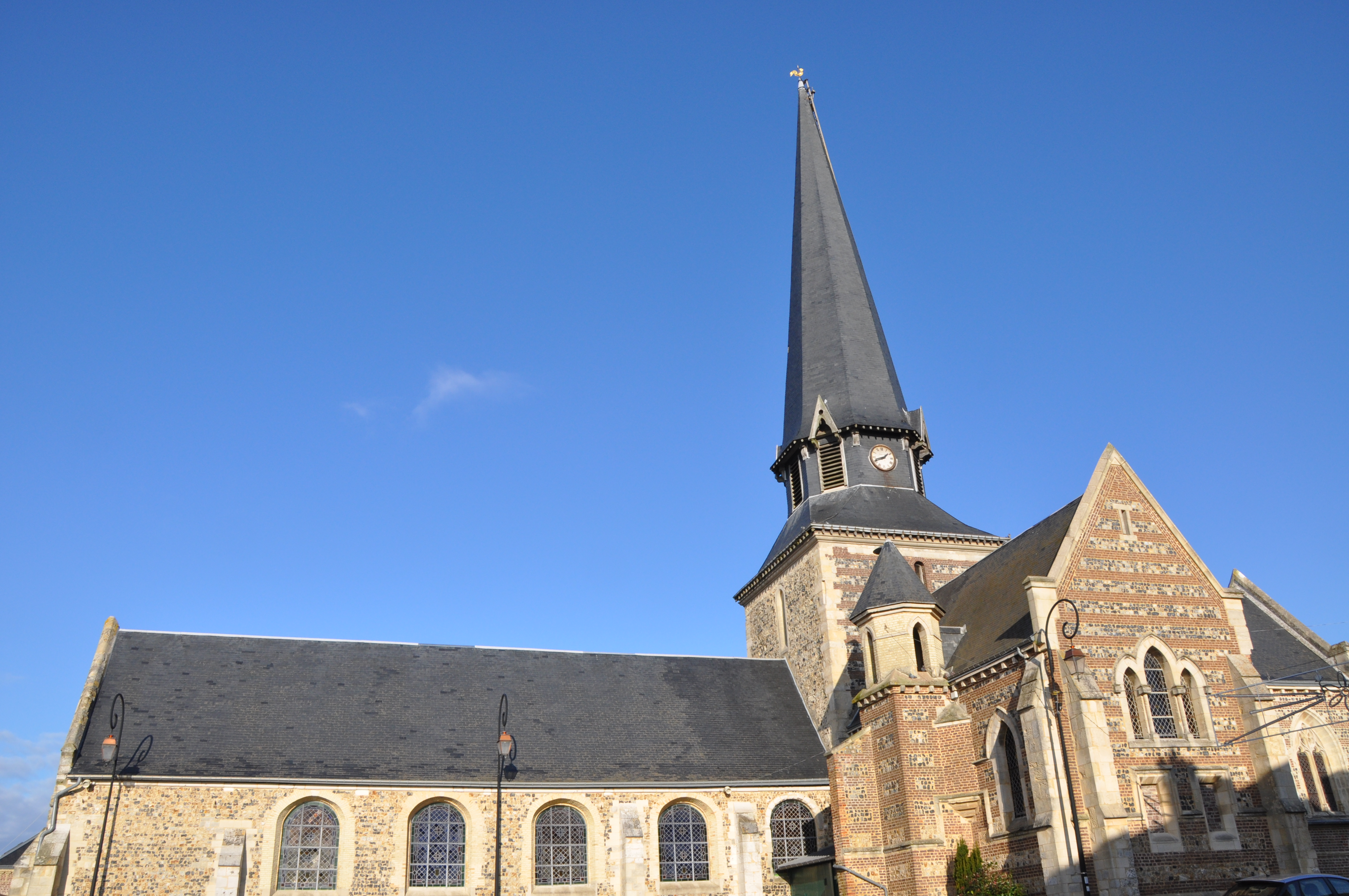
Церковь Святого Мартина
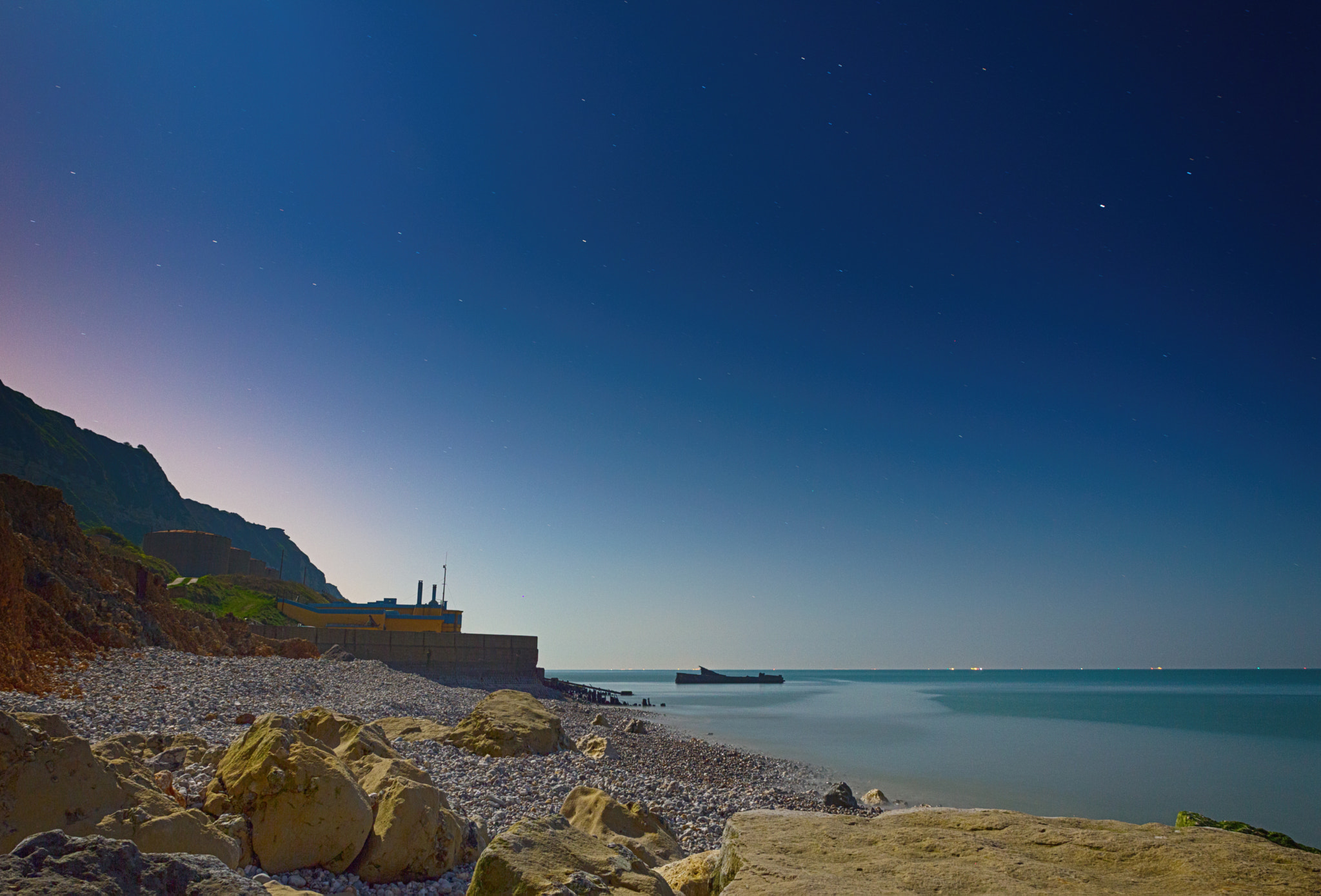
Побережье к югу от Октевиля
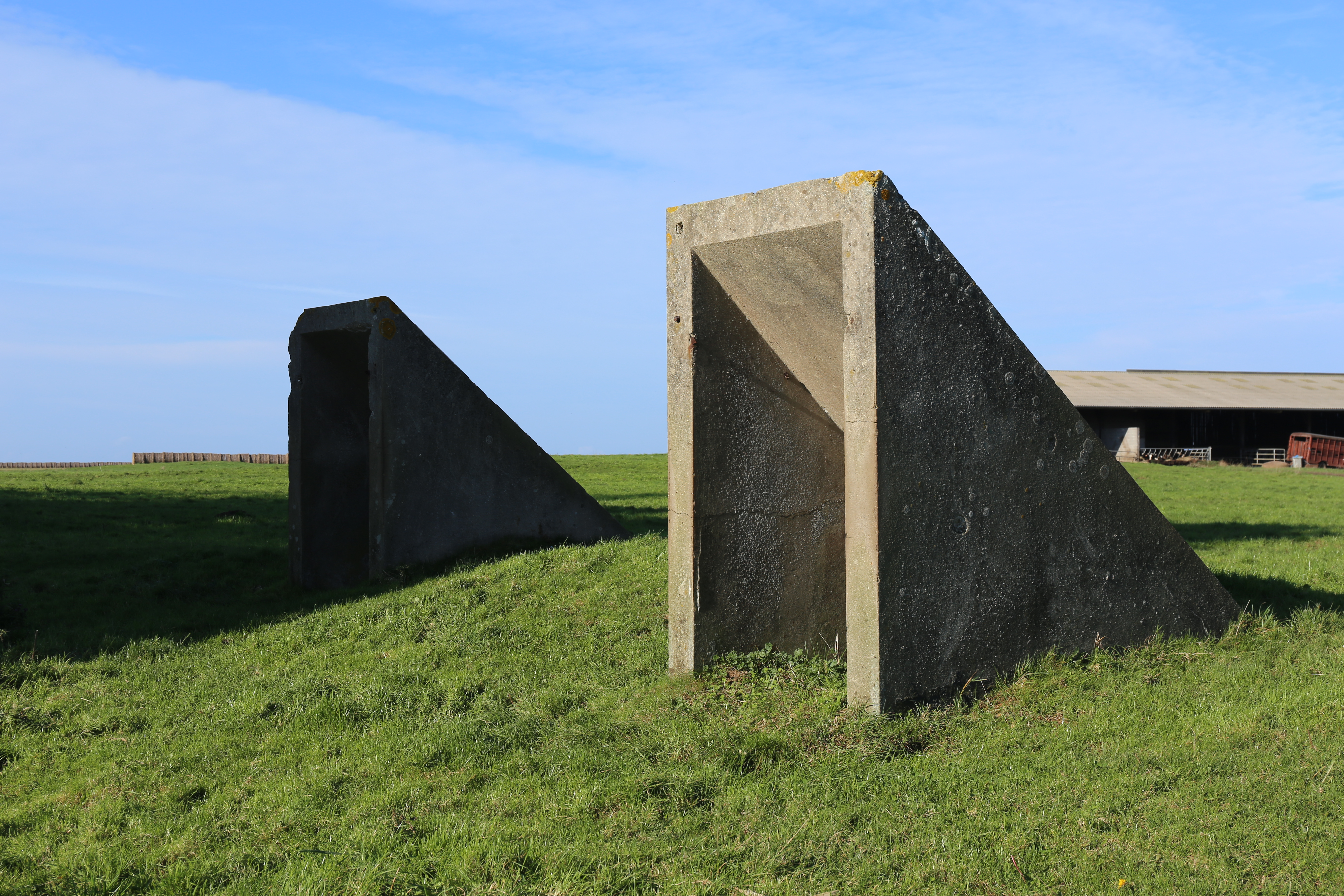
Артиллерийская батарея